# Adam Rzewuski
Pour les autres membres de la famille, voir Famille Rzewuski.
Adam Rzhevusky (en russe Адам Адамович Ржевуский), né à Pohrebychtche le 5 janvier 1805 et mort le 17 avril 1888 à Kiev, est un général russo-polonais.

## Biographie
Fils d'Adam Wawrzyniec Rzewuski, frère d'Henryk Rzewuski, de Karolina Rzewuska et beau-père d'Ewelina Hańska, il est le père de Stanislas Rzewuski et de Catherine Radziwill.
Diplômé de l'Université militaire de technologie de Vienne (Autriche), il devient en 1821 officier de la cavalerie russe et passe en 1826 sous le commandement du général Iwan Osipowicz de Witt dont il devient rapidement l'adjudant. Sa sœur, maîtresse de de Witte, lui permet d'obtenir de nombreuses promotions.
En 1828, il se bat contre les Turcs, et est blessé près de Varna. Il obtient la Gold Sword for Bravery (en) en 1831 pour avoir réprimé le soulèvement en Pologne.
Colonel (1834), commandant du régiment de cuirassiers puis adjudant du tsar, il est nommé en 1843 général de division puis en 1848 adjudant général. En 1855, il prend part à la guerre de Crimée et devient l'année suivante le commandant de la division Dragon, qui en juillet est rebaptisée 6e division de cavalerie.
De  1862 à 1866, il commande le district militaire de Kiev et se retire en 1866 avec le grade du général de cavalerie et sénateur de l'Empire russe. Il reçoit le titre de comte le 18 novembre 1856 comme général - adjudant de l'armée russe.
Actif dans les associations maçonniques de Jytomyr, il était le propriétaire de Verkhovnia et de Pohrebychtche.

## Récompenses et distinctions
- 1828 : Ordre de Sainte-Anne, 3e classe
- 1828 : Ordre de Saint-Vladimir, 4e classe
- 1831 : Gold Sword for Bravery (en)
- 1831 : Ordre de Sainte-Anne, 2e classe
- 1835 : Ordre de Saint-Stanislas (Russie impériale), 2e classe
- 1835 : Ordre de Saint-Vladimir, 3e classe
- 1841 : Ordre de Saint-George, 4e degré
- 1847 : Ordre de Saint-Stanislas (Russie impériale), 1re classe
- 1852 : Ordre de Sainte-Anne, 1re classe
- 1859 : Ordre de Saint-Vladimir, 2e classe
- 1861 : Ordre de l'Aigle blanc (Russie impériale)
- 1863 : Ordre de Saint-Alexandre Nevski